# Aurunci

Vechiul Latium în secolul al V-lea î.Hr.

Auruncii au fost o populație italică care a trăit în sudul Italiei în jurul mileniului I î.Hr. De origine indo-europeană, limba lor făcea parte din grupul oscana. Teritoriul Auruncan se întindea la sud de populația Volsci, în zona localității modernei Roccamonfina, între râurile Liri și Volturno.
Sursele romane îi descrie ca pe o populație neevoluată, care preferau să trăiască în sate defensive în vârful dealurilor. Auruncii s-au aliat cu colonia latină din Pomezia și i-au atacat de romani în secolul al VI-lea î.Hr.. Romanii i-au supus numai după războaiele samnite (313 î.Hr.).
Munții Aurunci și orașul Sessa Aurunca poartă numele lor.  